# Gafur Achmedowitsch Rachimow
Gafur Achmedowitsch Rachimow (* 22. Juli 1951, Taschkent, Usbekische SSR, Sowjetunion) ist ein usbekischer Geschäftsmann und Sportfunktionär. Er war von November 2018 bis 2020 Präsident des Box-Weltverbandes (AIBA).
Neben dem usbekischen besitzt er auch den russischen Pass.

## Beruflicher Werdegang
Rachimow war Boxer und später Boxtrainer. 1995 wurde er Vorsitzender der AIBA Business Commission. Seitdem war er langjähriger Vizepräsident der AIBA sowie zugleich auch Vizepräsident des Olympic Council of Asia (OCA).
Im Januar 2018 wurde Rachimow als Nachfolger von Franco Falcinelli zum Interims-Präsident der AIBA gewählt, dieser hatte das Amt im Dezember 2017 kommissarisch nach der Absetzung des Taiwanesen Wu Ching-Kuo wegen finanzieller Misswirtschaft übernommen.
Im November 2018 gewann Rachimow die Präsidentenwahl im Rahmen des AIBA-Kongresses in Moskau. Er setzte sich mit 86 von 134 Stimmen gegen seinen einzigen Kontrahenten, den Kasachen Serik Qonaqbajew, durch. Im März 2019 kündigte er seinen Rücktritt an, um die Teilnahme des Verbandes an den Olympischen Spielen zu ermöglichen.

## Vorwürfe über Verbindungen zur organisierten Kriminalität
Rachimow gilt als äußerst umstritten, ihm werden Verbindungen zur organisierten Kriminalität, darunter in die Drogenproduktion Zentralasiens und weltweiten Heroinhandel, nachgesagt. Laut Kriminalisten soll er zeitweise einen Großteil des Drogenhandels in den ehemaligen mittelasiatischen Sowjetrepubliken kontrolliert haben. Zu den Olympischen Spielen 2000 in Sydney wurde Rachimow die Einreise verweigert.
Die französische Grenzpolizei bezeichnete ihn in einer Mitteilung vom 5. Februar 1998 als führendes Mitglied der usbekischen Mafia, das Verbindungen zu den Gangster-Autoritäten Alimzhan Tursunowitsch Tochtachunow (Deckname: Taiwantschik) und Salim Abduwalijew habe.
Craig Murray, der ehemalige britische Botschafter in Usbekistan, nannte Rachimow eine der „wichtigsten Figuren im globalen Heroinhandel“ und einen „gefährlichen Gangster“. Rachimow stand zudem lange Jahre auf der Interpol-Fahndungsliste, von der er inzwischen gestrichen wurde.
Seit 2012 steht er auf der Sanktionsliste des US-Finanzministeriums und seine US-amerikanischen Konten wurden eingefroren. Das Ministerium verdächtigt ihn, Mitglied des sogenannten Brothers’ Circle zu sein. Rachimow bestreitet das, eine konkrete Straftat konnte ihm bisher nie nachgewiesen werden.
Des Weiteren existieren Fotos, die Rachimow mit den russischen Mafiabossen Aslan Ussojan und Konstantin Jakowlew zeigen, die im Drogenhandel aktiv und für zahlreiche Morde verantwortlich waren.
Das IOC drohte im Vorfeld der AIBA-Präsidentenwahl mit einem Ausschluss des Boxverbands von den Olympischen Spielen 2020, sollte Rachimow die Wahl gewinnen. Als sein Nachfolger wurde Ende 2020 Umar Kremlew gewählt.